# St. Martini (Güntersberge)

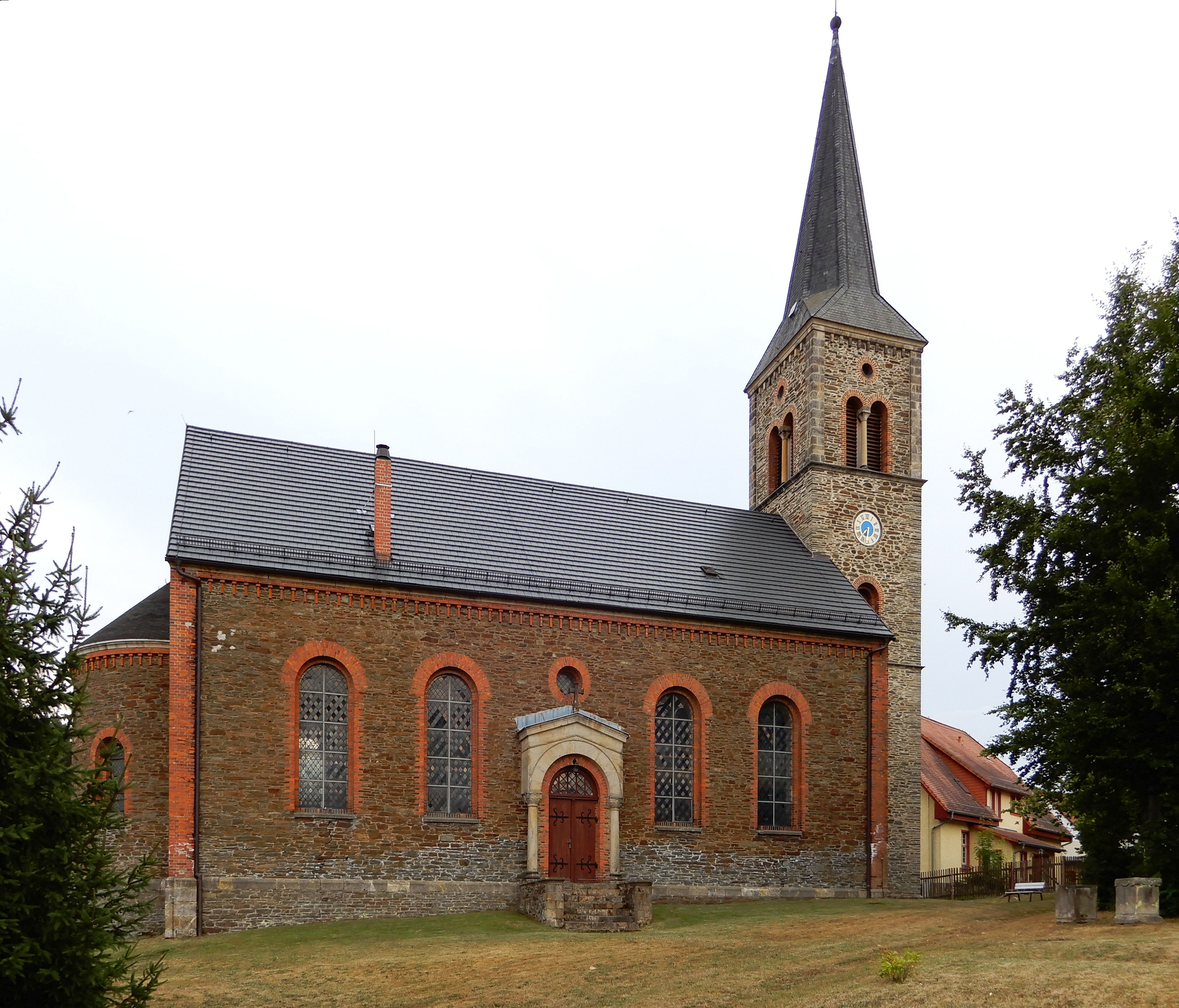
Sankt-Martini-Kirche

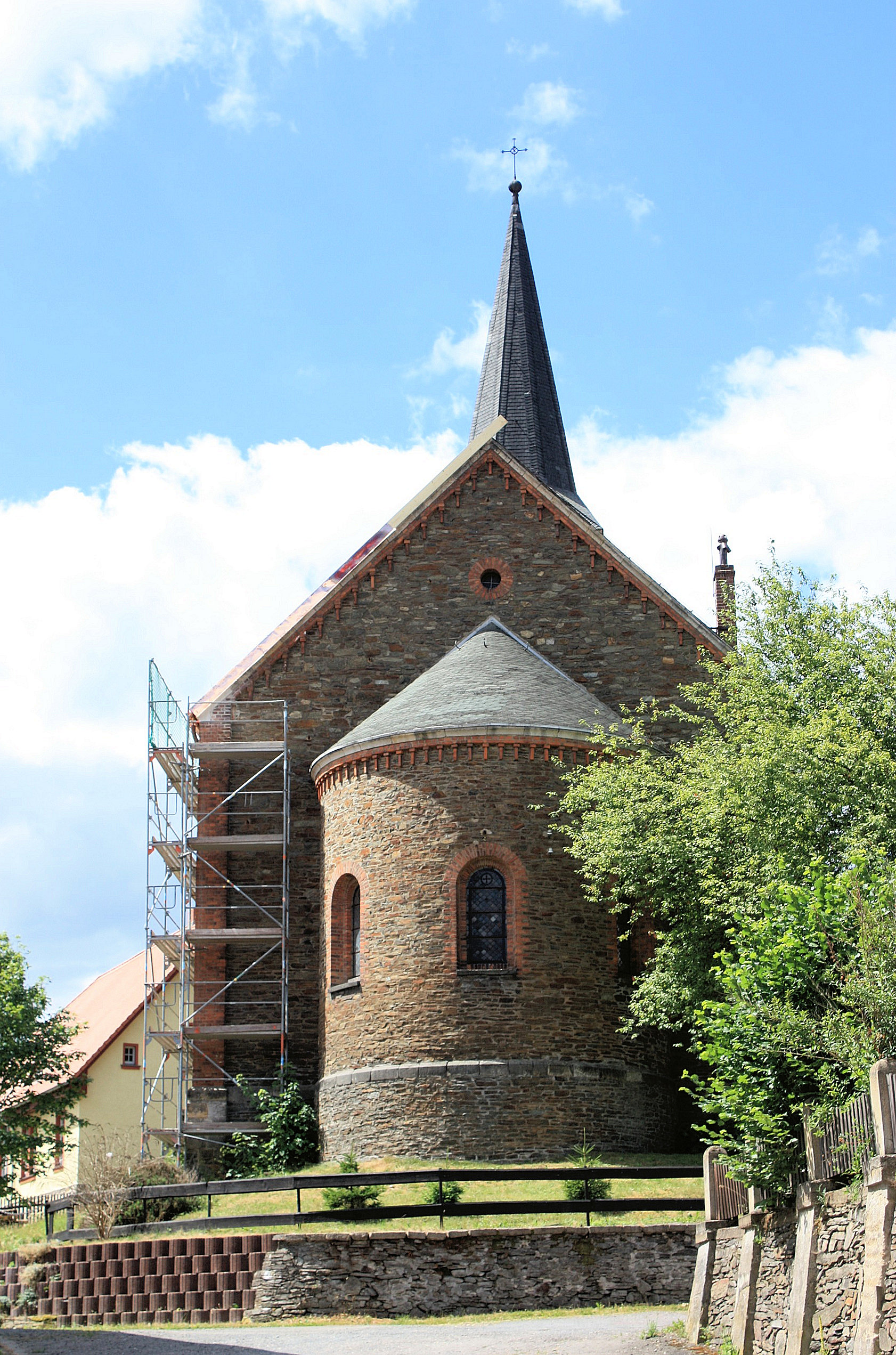
Blick von Osten, Bauarbeiten im Jahr 2010

Die Sankt-Martini-Kirche ist die evangelische Kirche der zur Stadt Harzgerode gehörenden Ortschaft Güntersberge im Harz in Sachsen-Anhalt.
Die Kirchengemeinde gehört zum Kirchenkreis Ballenstedt der Evangelischen Landeskirche Anhalts. Die Kirche befindet sich der westlich der Ortsmitte an der Adresse Pfarrgasse 27. Benannt ist die Kirche nach Martin von Tours.

## Architektur und Geschichte
Die Saalkirche wurde an der Stelle eines auf das Mittelalter zurückgehenden Vorgängerbaus errichtet, der 1856 niedergebrannt war. Der Neubau wurde in der Zeit zwischen 1859 und 1871 im neoromanischen Stil ausgeführt. Das Mauerwerk wurde aus Schieferbruchstein erstellt und mit Einfassungen aus Backstein versehen. Der Kirchturm befindet sich westlich des Schiffs und verfügt über einen quadratischen Grundriss. Die Schallarkaden des Turms haben eingestellte Sandsteinsäulen und sind im Rundbogenstil gekuppelt. Das Portal befindet sich auf der Nordseite des Schiffs und wird von einer barocken, vom Vorgängerbau erhalten gebliebenen Portalädikula mit zwei seitlich angeordneten Säulen umrahmt. Östlich besteht ein apsidialer Abschluss.
In den 1930er und den 1970er Jahren erfolgten Renovierungsarbeiten. Wegen Materialknappheit wurden in den 1970er Jahren himmelblaue Asbestschindeln für die Dacheindeckung genutzt. Ab 2010 wurde das Dach dann neu mit schwarzen Tonziegeln gedeckt.
Das Kircheninnere wird von beschnitzten und bemalten Balkendecke überspannt. Es besteht eine Sänger- und Orgelempore in Hufeisenform mit kassettierten Brüstungen. Die Ausstattung der Kirche geht auf die Bauzeit zurück. Die Orgel wurde von Carl Voigt aus Halberstadt geschaffen.
In der Kirche befindet sich der mit einer Ritzfigur versehene Grabstein des 1523 verstorbenen letzten katholischen Geistlichen des Vorgängerbaus.
Im örtlichen Denkmalverzeichnis ist die Kirche unter der Erfassungsnummer 094 84978 als Baudenkmal verzeichnet.